# Jozef Piroh
Jozef Piroh (18. června 1945 Lisková, Slovensko – 22. dubna 2012 Benešov nad Ploučnicí) byl slovenský římskokatolický kněz působící v litoměřické diecézi, blízký spolupracovník komunistickým režimem pronásledovaného kardinála Štěpána Trochty.

## Život

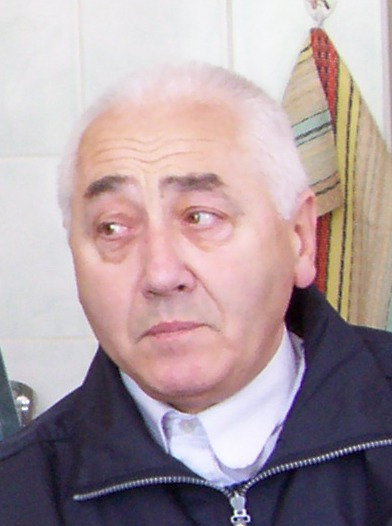
Jozef Piroh v roce 2007

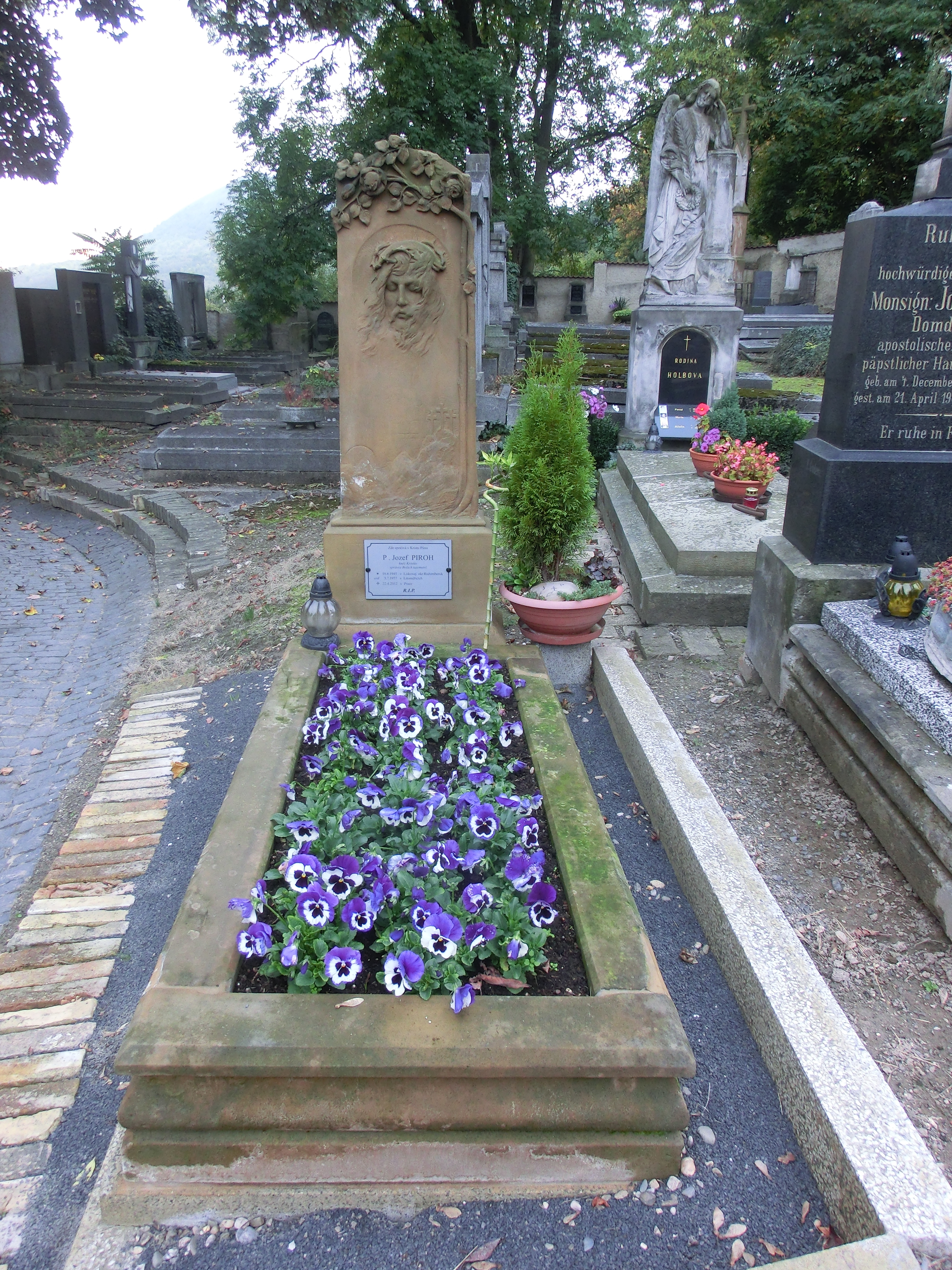
Hrob R.D. Jozefa na hřbitově v Litoměřicích

V 70. letech 20. století pracoval v Litoměřicích původně jako řidič kardinála Štěpána Trochty, který byl pronásledován komunistickým režimem. Trochta jej vybídl ke studiu teologie. Po absolvování teologických studií byl 3. července 1977 v litoměřické katedrále vysvěcen na kněze. Po vysvěcení působil jako vikarista při katedrále sv. Štěpána a excurrendo byl administrátorem ve farnosti Libochovany. Od 1. dubna 1979 byl ustanoven farním vikářem v Chomutově. Jako administrátor spravoval od 1. května 1981 farnosti Libčeves, Kozly a Měrunice. V roce 1991 byl jmenován děkanem farnosti Kadaň. Od roku 1993 působil jako administrátor v Bakově nad Jizerou a excurrendo v okolních farnostech. Od 1. září 1991 byl ustanoven děkanem v Českém Dubu. Od 1. března 2001 se stal administrátorem v Bohosudově a excurrendo v několik okolních farnostech. Od roku 2003 byl ustaven duchovním správcem ve Mšeně u Mělníka a v jeho okolí. Od 1. července 2006 byl jmenován farářem v Benešově nad Ploučnicí, kde působil až do své smrti v roce 2012. Jeho pohřební mši sloužil litoměřický biskup Jan Baxant v pátek 27. dubna 2012 v kostele Narození Panny Marie v Benešově nad Ploučnicí a poté bylo jeho tělo převezeno do Litoměřic, kde byl pochován na městském hřbitově poblíž biskupské hrobky v níž se nachází i tělo kardinála Trochty, jemuž v mládí dělal řidiče.